# Bill Bradley
William Warren Bradley, detto Bill (Crystal City, 28 luglio 1943), è un ex cestista e politico statunitense, già medaglia d'oro con la sua nazionale al torneo olimpico di Tokyo 1964.
Da sportivo si è aggiudicato due titoli NBA, un'Eurolega e una medaglia d'oro olimpica.
Da politico è stato senatore dal 1979 al 1997 e ha partecipato alla corsa alla nomination democratica per la carica di candidato ufficiale alla presidenza degli USA nel 2000.

## Carriera sportiva
Nato a Crystal City, nel Missouri, iniziò a giocare a basket nella scuola superiore della sua città. Forte di 3.068 punti segnati in tutta la sua carriera scolastica, dopo il diploma ricevette 75 offerte di borse di studio da altrettante università. Bradley scelse quella di Princeton (New Jersey), sebbene i college della Ivy League non potessero offrire borse per meriti sportivi.

### Gli anni universitari

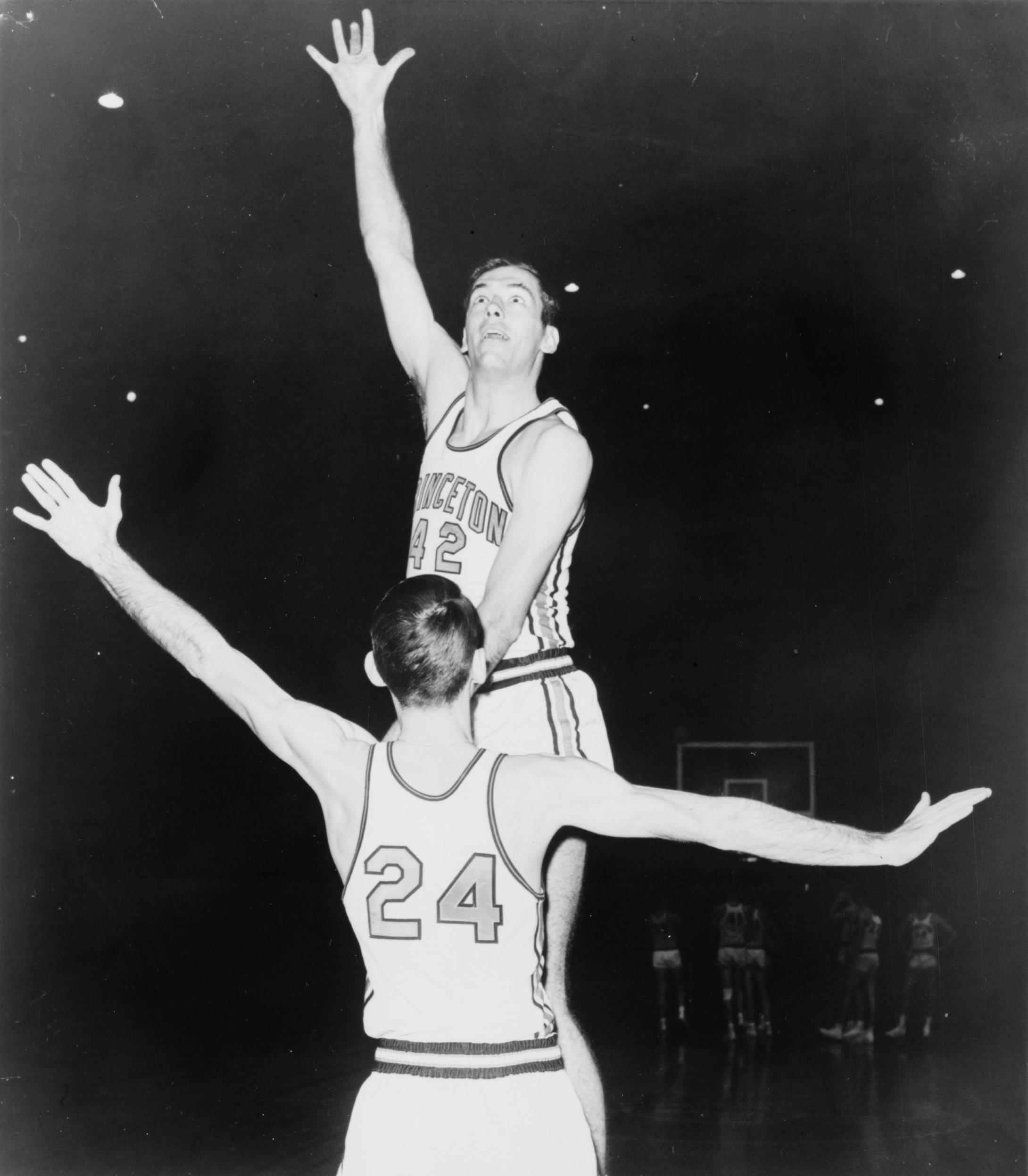
Un gancio di Bradley a Princeton nel 1964

Guardia/ala mancina, dotato di un campo visivo periferico fuori dal comune (è in grado di coprire in orizzontale 192 gradi laddove la media della popolazione si attesta sui 180, e 72 gradi in verticale a fronte di una media di 47: in altri termini quando giocava era in grado di guardare alle sue spalle e inquadrare il canestro anche con gli occhi al suolo), Bradley guidò le Tigri, la squadra universitaria, a tre vittorie consecutive nel campionato dell'Ivy League: da matricola registrò un record - tuttora imbattuto a livello sia universitario che professionistico - di 57 tiri liberi realizzati consecutivamente.
Nel suo secondo anno a Princeton totalizzò una media di 27,3 punti a partita, con 12,2 rimbalzi di media e 89,3% ai tiri liberi. Tra le sue imprese di rilievo vi furono la prodezza, inutile, contro l'Università del Michigan, 40 punti in una sconfitta 78-80, e soprattutto 58 punti in una vittoria contro Wichita State University, nel campionato NCAA. Complessivamente, nel suo periodo a Princeton Bradley segnò 2.503 punti in 83 incontri (media 30,2 a gara) e divenne campione olimpico (1964) da capitano della nazionale USA di basket alle Olimpiadi di Tokyo. A livello individuale, fu designato nel 1965 come miglior cestista universitario degli Stati Uniti. Dopo la laurea con lode, a Bradley fu offerta una borsa di studio presso il Worcester College di Oxford.

### L'esperienza italiana

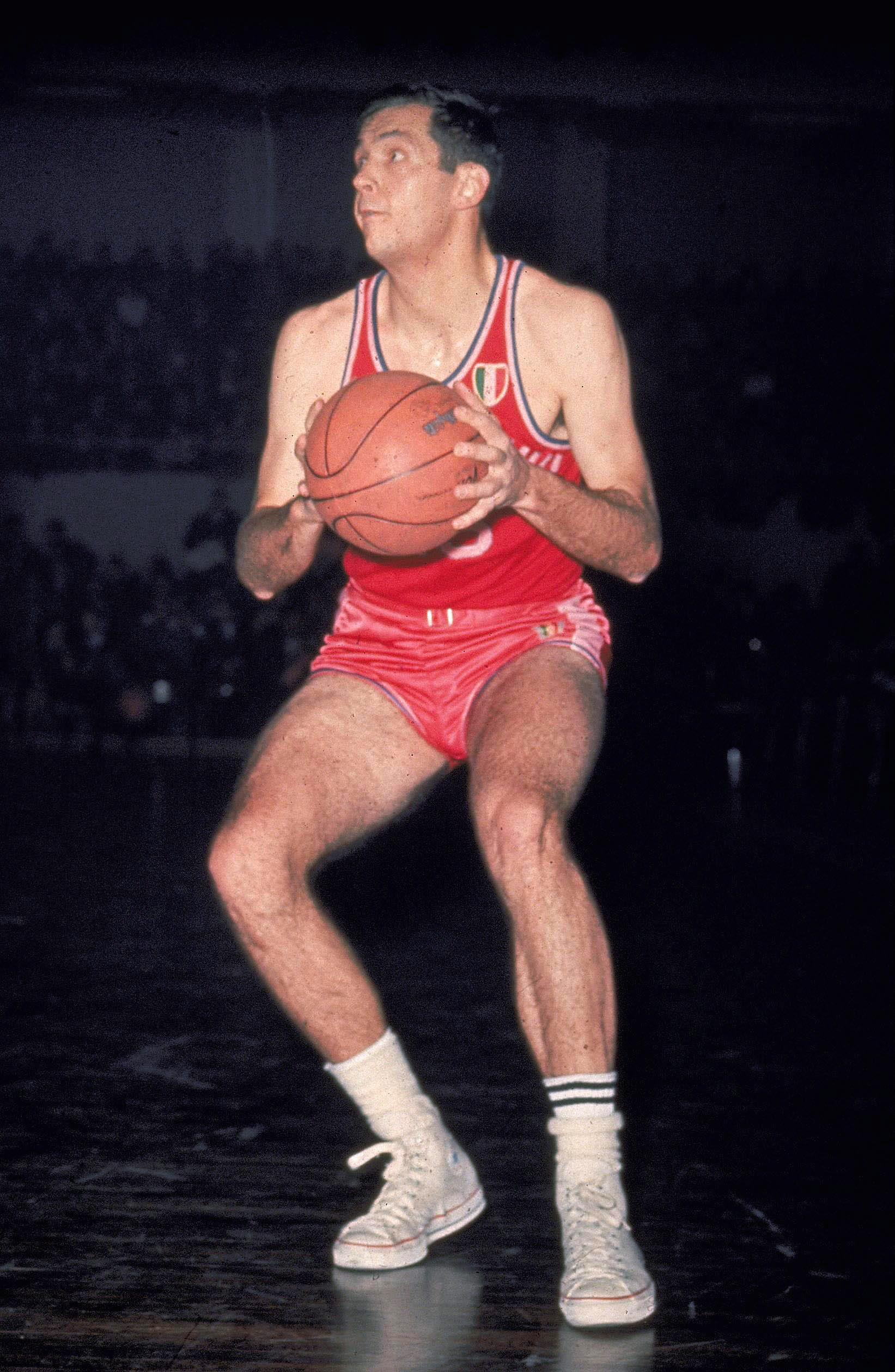
Bradley in azione per la Simmenthal Milano nel 1966

Passato professionista, fu ingaggiato dalla Simmenthal Milano, all'epoca campione d'Italia, per le gare di Coppa: grazie anche al determinante contributo del cestista statunitense, la squadra giunse alla finale di Coppa dei Campioni nel 1966 (a Bologna) contro lo Slavia Praga, vincendola e laureandosi campione continentale.

### NBA
Tornò quindi negli Stati Uniti al termine della stagione, per giocare nella NBA nelle file dei New York Knicks. Dopo un avvio difficile, già dal secondo anno a New York Bradley ebbe modo di mettersi in mostra. Avanzato dal ruolo di guardia a quello più congeniale di ala, nel 1970 guidò gli Knicks alla vittoria del loro primo titolo NBA, bissato poi nel 1973. In tale stagione Bradley fu anche selezionato nella rappresentativa All-Star. Alla fine della stagione 1976-77 annunciò il suo ritiro e l'anno successivo entrò nella Basketball Hall of Fame. Nel 1984 i Knicks ritirarono in suo onore la maglia numero 24.

I numeri di Bradley tra i professionisti non furono così notevoli come tra gli universitari, sebbene di tutto rispetto: 9.217 punti su 743 incontri (media 12,4) con un miglior primato stagionale di 16,1. Durante i suoi anni alla NBA Bill Bradley spese la sua fama per richiamare l'attenzione su problemi sociali e politici, incontrando giornalisti, pubblici funzionari, accademici, uomini d'affari e attivisti politici. Lavorò anche per il direttore dell'ufficio delle pari opportunità economiche di Washington e scrisse nel 1976 un libro che raccontava della sua esperienza in NBA.

## Palmarès

### Squadra
- Medaglia d'oro olimpica: 1

Tokyo 1964, Tokyo
- Coppa dei Campioni: 1

Olimpia Milano: 1965-66
- Campionato NBA: 2

New York Knicks: 1970, 1973

### Individuale
- NCAA AP Player of the Year (1965)
- NCAA Final Four Most Outstanding Player (1965)
- 2 volte NCAA AP All-America First Team (1964, 1965)
- NCAA AP All-America Second Team (1963)
- NBA All-Star (1973)

## Carriera politica
Bradley, che nutriva ambizioni politiche fin da quando era ancora un giocatore professionista, nel 1978 decise di candidarsi a un posto al Senato per il New Jersey, lasciato libero dal quattro volte eletto Repubblicano Clifford Case, che non poté difendere il seggio in quanto sconfitto nelle primarie dal compagno di partito Jeff Bell. Bradley, che si candidò per i Democratici, sconfisse Bell con il 55% dei voti e guadagnò il seggio al Senato, in cui si insediò nel 1979.
Al Senato Bradley si distinse per la sua tendenza a tenersi defilato rispetto agli scontri tra i due schieramenti politici, e divenendo noto soprattutto per la sua specializzazione in disegni di legge su materie assai complesse: il più noto di essi fu la riforma delle tasse del 1986, che riduceva le aliquote a due, al 15% e al 28%, e abrogava diverse deduzioni fiscali. Sebbene sostenitore di politiche e riforme sociali di sinistra, cionondimeno in qualche occasione venne meno alla disciplina di partito per sostenere il presidente Reagan (ad esempio, sulla questione dei Contras in Nicaragua).
Leggi proposte da Bradley più in sintonia con la sua visione politica e successivamente approvate furono, tra le altre, la riforma dell'istituto di tutela dei minori, politiche sanitarie per i bambini affetti da malattie del piombo, leggi di riduzione del deficit di bilancio.
Riconfermato nel 1984, Bradley rischiò la perdita del seggio nel 1990 a seguito di una controversia sull'aumento delle tasse nello Stato del New Jersey, su cui il rifiuto di prendere posizione gli fece perdere una grossa percentuale di consenso, comunque non abbastanza da impedirgli la vittoria di strettissimo margine. Quello fu l'ultimo mandato, perché nel 1996 non si ricandidò, dichiarando, al momento dell'annuncio dell'abbandono del seggio senatoriale, «sfasciata» la politica americana.
Nel 2000 Bradley decise di correre alle elezioni primarie per la scelta del candidato Democratico per la Casa Bianca; il suo concorrente, all'epoca vicepresidente e patrocinato da Bill Clinton, era Al Gore. Bradley puntò su alcuni temi cari alla sinistra Democratica, quali il controllo sulla vendita delle armi da fuoco, il sistema sanitario nazionale aperto a tutti e la riforma finanziaria. La paternità della citata legge fiscale del 1986 fu usata da Bradley come testimonianza del fatto che fosse possibile abbassare le tasse, anche nell'eventualità di estensione dei benefici sanitari a tutta la popolazione.
Sul piano dell'istruzione scolastica, Bradley propose lo stanziamento di 2 miliardi di dollari in titoli da assegnare ogni anno a ogni Stato, e si impegnò a portare 60.000 nuovi insegnanti nella scuola pubblica attraverso l'offerta di borse di studio a tutti coloro che, al momento di iscriversi all'Università, si impegnassero a intraprendere la carriera didattica dopo la laurea. Per quanto riguarda il lavoro e previdenza sociale, altresì, Bradley propose il salario minimo, il sostegno ai genitori singoli e alle minorenni incinte. Nonostante il supporto di alcuni senatori, deputati e intellettuali di rilievo, la macchina organizzativa a disposizione di Al Gore finì per avere la meglio e il vicepresidente in carica divenne il candidato ufficiale alla Casa Bianca.
Attualmente Bradley è fuori dalla politica, e lavora come direttore esecutivo della Allen & Company dopo essere stato, dal 2001 al 2004, revisore esterno per il ramo non-profit della McKinsey; ha ricevuto una laurea honoris causa in diritto civile dall'Università di Oxford per essere stato «Un atleta eccezionale, una colonna del Senato e un assertore della causa dei deboli». Voci di un suo possibile secondo tentativo di candidatura alle presidenziali del 2004 furono da lui stesso smentite: in tale frangente si limitò a esprimere il suo sostegno per il Democratico Howard Dean, e già nel 2002 aveva rifiutato la candidatura al seggio senatoriale del New Jersey da lui stesso lasciato libero sei anni prima.
Più recentemente, in occasione delle primarie del partito Democratico per designare il candidato alle elezioni presidenziali statunitensi del 2008, Bradley ha annunciato il suo appoggio a Barack Obama.